# Zaadpluis

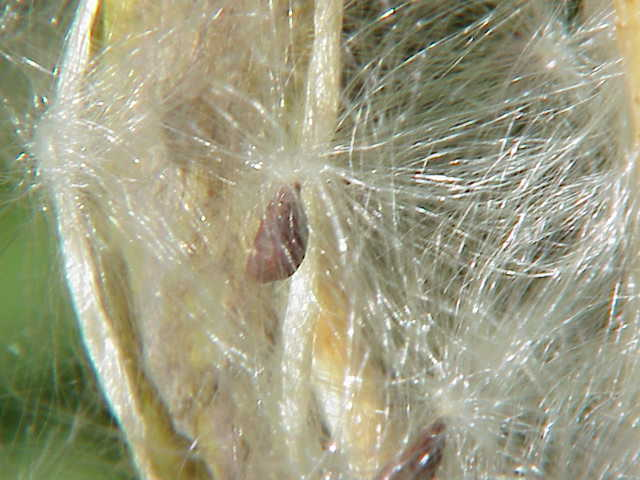
Zaadpluis van de frederiksbloem

Zaadpluis is een eencellige structuur van de zaadhuid, waardoor de zaden door de wind verspreid kunnen worden.
Het zaadpluis van de katoenplant wordt voor het maken van katoen gebruikt.

## Fotogalerij
|  |  |  |